# M15/42
M15/42 — італійський середній танк часів Другої світової війни. Виробництво почате в січні 1943 року.
Танк M15/42 мав клепаний корпус з бронею товщиною 14-50 мм, а товщина лобової броні башти становила 50 мм. У передній частині корпусу ліворуч розташовувався механік-водій, праворуч від нього — стрілець-радист із двома спареними 8-мм кулеметами «Бреда» модель 38. Башта з 47-мм гарматою L/40 (кут піднесення від −10 до +20 градусів) знаходилася в середній частині корпусу і за допомогою електричного механізму могла обертатися на 360 градусів. З гарматою був спарований 8-мм кулемет «Бреда» модель 38, такий самий кулемет був встановлений на даху башти для стрільби по повітряних цілях.
До вересня 1943 року, коли Італія оголосила про вихід з війни, було випущено 90 машин. Після вторгнення Німеччини до Італії ці танки взяли участь у боях у складі 135-ї танкової дивізії «Арієте II» проти військ Третього Рейху в Римі, після чого танки що залишилися були конфісковані німецькою армією та застосовувалися в боях проти союзників. Крім цього, під контролем німців були випущено додатково 28 танків. Під назвою PzKpfw M15/42 738 (i) які використовувалися у складі трьох окремих танкових батальйонів на Апеннінах і з квітня 1944 року у 22-й дивізії СС «Марія Терезія».